# Coelopisthia pachycera
Coelopisthia pachycera is een vliesvleugelig insect uit de familie Pteromalidae. De wetenschappelijke naam is voor het eerst geldig gepubliceerd in 1924 door Masi.